# الأشجار واغتيال مرزوق
الأشجار واغتيال مرزوق هي الرواية الأولى التي نشرها عبد الرحمن منيف عام 1973 باللغة العربية. تتكون الرواية من 190 صفحة، ويدافع فيها الكاتب على خلق مجتمع أكثر حرية وعدالة ومن أشهر كتبه الخماسية الشهيرة مدن الملح. 

## الأحداث
تتكون الرواية من قسمين، جاء كلاهما على لسان منصور عبد السلام المترجم وعالم الآثار المسافر عبر القطار إلى خارج وطنه (غير محدد كعادة روايات منيف) أما القسم الأول فهو سيرة جليسه إلياس نخلة تاجر الملابس القديمة (والمهرب) الذي لا يجد توافقاً في قريته بعد أن يخسر أشجاره التي ورثها في القمار ويخسر زوجته فيما يتناول القسم الثاني سيرة منصور المتصادم أيضا مع واقعه داخل الوطن حيث يفصل منوطيفته الجامعية ويرفض حين يتقدم لخطبة امرأة يحبها ويعيش تجربة الاعتقال ثم اغتيال رفيقه مرزوق.
يقابل منيف في هذه الرواية شخصيتين من نفس الجيل (جيل ما بعد الحرب العالمية الثانية) فمنصور مثقف متأزم يهتم بالسياسة في حين أن الياس نخلة رجل عادي مغامر مقامر لكن يجمعها حدة الصراع مع الاخرين ونفس المصير التصادمي مع الوطن حيث يصبح الياس نخلة مطاردا وينتحر منصور عبد السلام في اخر الرواية بعد أن يأبن رفيقه في النضال السياسي سابقا مرزوق. ومن هذه الرواية يبدأ مشروع منيف في تحليل شخصية المواطن العربي المعاصر المهزومة من الداخل وتظهر النبرة الهجائية الجماعية كايقاع داخلي ثابت سيستمر في أغلب أعماله اللاحقة خاصة. 

## الشخصيات
- منصور عبد السلام المثقف المهتم بالسياسة
- مرزوق رفيق النصال
- الياس نخلة

## وصلات خارجية
- آراء القراء حول رواية الأشجار واغتيال مرزوق على موقع أبجد